# Yukarıdallı, Başkale
Yukarıdallı là một xã thuộc thành phố Başkale, tỉnh Van, Thổ Nhĩ Kỳ. Dân số thời điểm năm 2011 là 31 người.